# Erpobdella octoculata
Erpobdella octoculata – rodzaj pijawek z rodziny Erpobdellidae obejmujący kilkadziesiąt gatunków występujących w Europie, Azji, Północnej Afryce i Ameryce Północnej, m.in.:
Erpobdella octoculata osiąga długość ciała do 60 mm. Jest pijawką drapieżną odżywiającą się mniejszymi pijawkami oraz drobnymi bezkręgowcami. Zasiedla wszystkie rodzaje wód śródlądowych w Polsce. Występuje często w bardzo dużych ilościach. Bardzo dobrze pływa. Jest odporna na zanieczyszczenia i przejściowo może żyć nawet w warunkach beztlenowych.
Dorasta do 6 cm długości przy szerokości dochodzącej do 9 mm. Zazwyczaj jest ubarwiona brązowo z jaśniejszymi plamkami, które tworzą charakterystyczny wzorek. Posiada cztery pary oczu. Pijawki te w czerwcu i lipcu składają jaja w kokonach, z których w sierpniu i  wrześniu wylęgają się młode.
Rodzaj Erpobdella jest rodzajem typowym rodziny Erpobdellidae. Ze względu na niejasności taksonomiczne niektóre rodzaje z tej rodziny (Dina, Mooreobdella, Nephelopsis i Trocheta) zostały formalnie zsynonimizowane z Erpobdella.